# Аликовская центральная районная больница
Аликовская Центральная районная больница (Аликовская ЦРБ) — основной медицинский центр Аликовского района Чувашской Республики.
Главный врач больницы — Фёдорова Татьяна Юрьевна.
Корпуса районной больницы расположены в селе Аликово, по улице Октябрьская, дом 12.

## История
История поликлиники и госпиталя в районе связана с открытием в 1885 году фельдшерского пункта. В то время в Аликовской волости Ядринского уезда свирепствовала холера. В этом качестве он функционирует до 1917 года.
В 1920 году закладывается фундамент здания лечебницы. Полностью больница заработала 7 ноября 1927 года. Тогда она состояла из двух небольших деревянных строений. Амбулатория в год могла принимать 6-7 тысяч человек. В стационаре были 3 места для рожениц и 7 коек для больных. Первым районным  доктором работал выпускник Горьковского мединститута Фёдор Павлович Наумов. Кроме него в штате больницы были фельдшер Лука Константинович Дианский, четыре санитарки и кухарка.
В 1931-34 гг. в деревнях района открываются 1 фельдшерский, 1 акушерский, 4 трахоматозных пункта, 1 зубоврачебный кабинет.
В 1936 году в стационаре, в хирургическом, детском, терапевтическом, глазном и гинекологическом  отделениях трудились 27 человек.
По окончании Великой Отечественной войны в районе организованы ещё 2 больницы (по 10 коек в каждой) и санэпидемслужба.
В 1950 году в Аликовском районе на ниве поддержания здоровья народа работали 2 больницы (всего 80 коек), 18 фельдшерских, 14 трахоматозных пункта, 2 колхозных родильных дома. В 50-е годы в районе была ликвидирована эпидемия трахомы.
На сегодня в здравцентре 165 мест в стационаре, поликлиника в день может принять 450 человек.

## Современное состояние медицинского центра

### Отделения
- Стоматологии
- Хирургии
- Детское
- Терапевтическое
- Рентгенологии
- Инфекционное
- Анестезиолого-реанимационное
- Физиотерапевтическое
- Скорой помощи

В связи с падением рождаемости акушерское отделение закрыто и переведено в Моргаушскую райбольницу. Рожениц переводят в республиканский перинатальный центр.

## Заслуженные работники медицины
- Архипова Василиса Владимировна - главный врач, педиатр, заслуженный врач Чувашской Республики.
- Озерова Тамара Филипповна — заведующая стоматологическим отделением, заслуженный врач Чувашской Республики.
- Мулюкова Юлия Алексеевна — заведующая инфекционным отделением, заслуженный врач Чувашской Республики.
- Иванова Светлана Митрофановна — заведующая терапевтическим отделением, отличник Здравоохранения РФ.
- Иванов Алексей Андреевич — хирург, заслуженный врач Чувашской Республики.
- Платонов Анатолий Иванович — заслуженный врач Чувашской Республики.